# つみれ

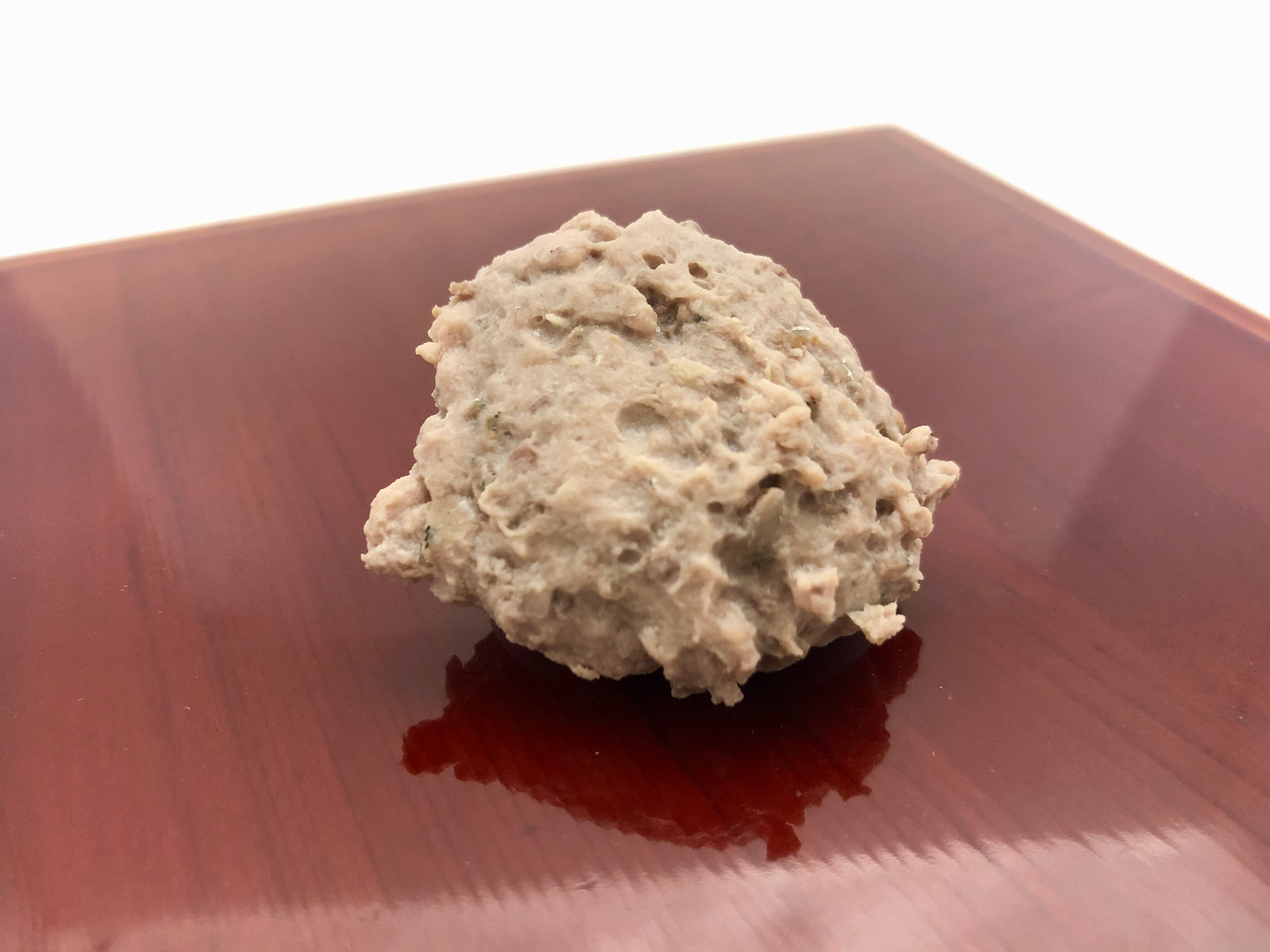
イワシでつくったつみれ

つみれ、つみいれ（摘み入れ、抓み入れ）とは、魚肉や畜肉等で作った種を用いた団子状の食品。おでんや鍋料理の具や、つみれ汁などによく用いられる。

## 「つみれ」と「つくね」
イワシ、アジ、サンマなどの青魚類のすり身を用いることが多いため、魚介類を原料にしたものが「つみれ」で、鶏肉、豚肉など他の獣肉を用いたものを「つくね」であると誤解されることが多いが、後述のように指先やスプーンなどで生地を摘み取って煮汁等に入れるのが「つみれ」、生地をあらかじめ成形したものが「つくね」であり、材料の違いではない。

## 作り方

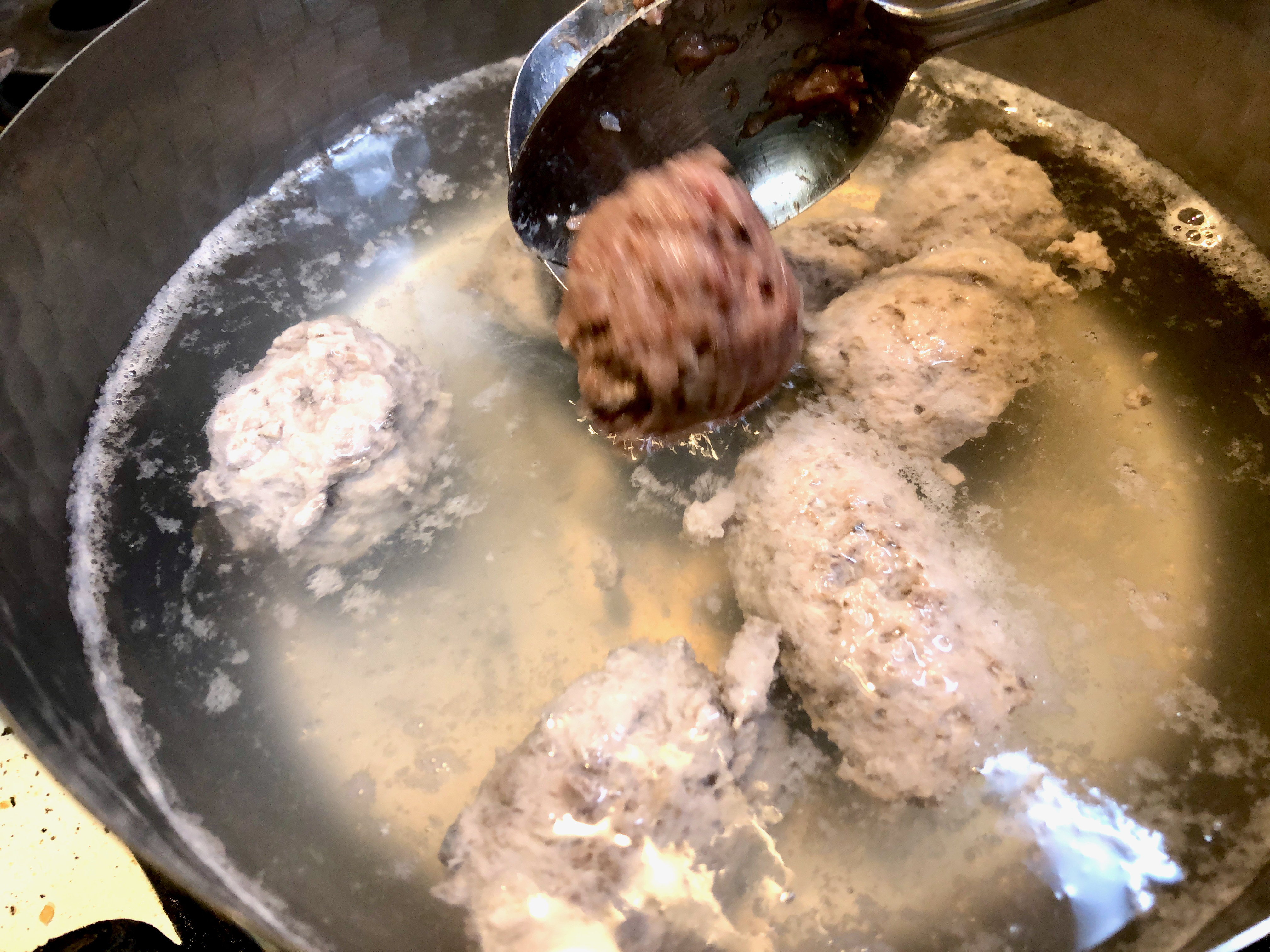
イワシで作った典型的なつみれ（鍋に摘み”入れて”いる瞬間をとらえたもの）。

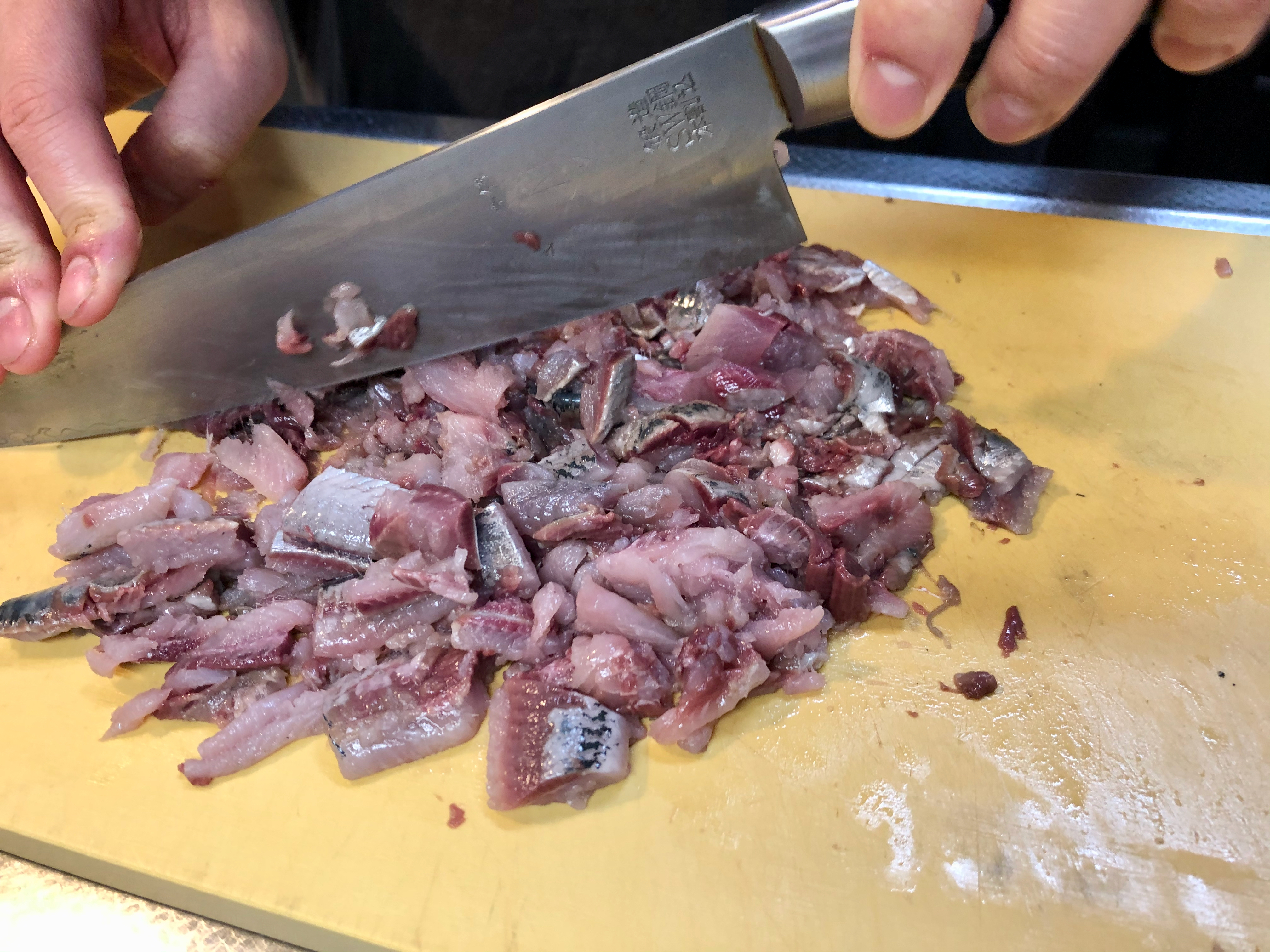
イワシを包丁でたたいているところ。

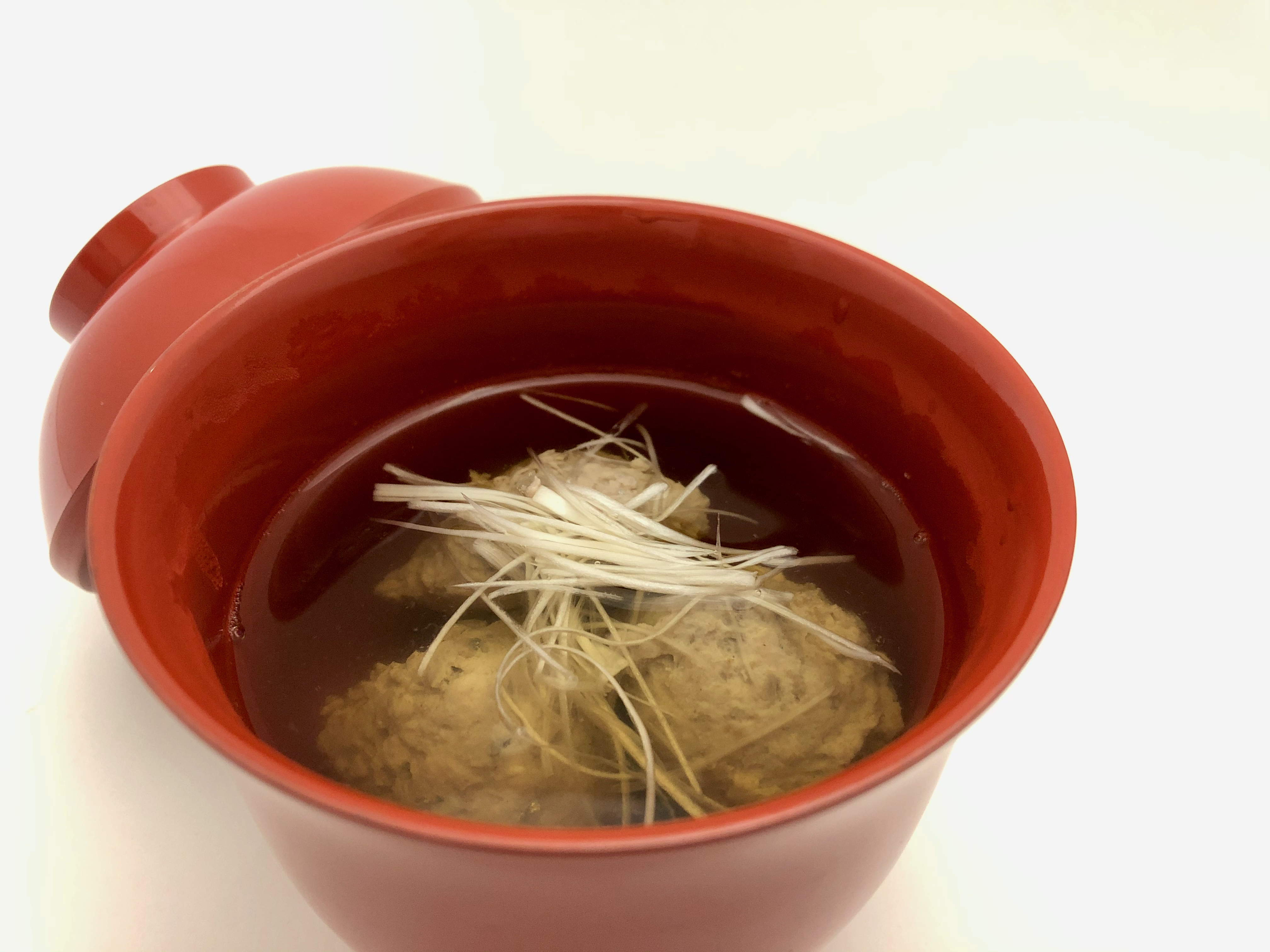
一般的な、イワシで作ったつみれ汁。

- 魚肉や畜肉等で作った種に鶏卵や澱粉などのつなぎを加えた練り物を、手で一口大にちぎり取る。
- 煮立っただし汁の中に落とし加熱する。

事前に成形せず、「手で摘んで湯に入れる」ことから「つみいれ」「つみれ」と呼ばれる。スプーンなどでつまみ取って、湯などにくぐらせて加熱したものも「つみれ」である（それに対し、事前に団子状や棒状などに成形した、即ちつくねたものが「つくね」である）。
使用される魚は地域によって異なり、関東のイワシ・アジ、九州・日本海沿いのトビウオなど青魚の場合も、北海道のスケソウダラ、関西のエソなど白身の場合もあり、使う種類によって仕上がりの見た目が異なる。
材料には、臭み消しに味噌や生姜を加える場合や、好みで刻み野菜や刻みきのこ、場合によっては食感を変えるためすり身ではない魚介類の刻んだ大き目の身を加えることもある。

## 海外のつみれ
中国の中華料理では「魚丸」（ユーワン）といい、特に潮州料理、福州料理などにおいて、麺料理の具、スープの具、鍋料理の具としてよく使用される。
- 福州には魚のすり身で肉団子を包んだものもあり、台湾の淡水鎮などにも伝えられている。
- 香港では「魚蛋」（広東語 ユーダーン）と称するつみれがあり、唐辛子やカレー味の汁で煮て、串刺しにしたものは放課後の学生がおやつとしても食べられる。

東南アジア諸国にも各種のつみれがある。

## 販売形態
以下のような形態がよく見られる。
すり身
調整済みのすり身を冷蔵して販売するもの。消費者が成型して調理する。
蒸したもの
かまぼこに似るが、成型後蒸して形が崩れないようにしたもの。
真空パック
煮て、形が崩れないようにしてから、気密性と耐熱性のある合成樹脂の袋に封入したもの。
冷凍食品
成型し、加熱前、もしくは加熱後の状態で冷凍したもの。

## 類似のもの
- イカで作るいか団子やエビで作るえび団子も類似のものである。
- 前述の誤解から、鶏肉などで作られるものはつくねと呼ばれる傾向にある。
- はんぺん。特に静岡県の黒はんぺんは、つみれとほぼ同じ材料である。また愛知県のいわし玉もこれに類する。
- 肉団子
- 加賀の郷土料理であるじぶ煮は、当初は小鳥で作ったつみれを煮た料理であった。